# Ruta CH-265
La Ruta CH-265 es una Carretera chilena que abarca la Región de Aysén en el Sur de Chile. La Ruta se inicia en El Maitén y finaliza en el Paso Fronterizo Río Jeinimeni, a 255 m s. n. m.

## Áreas Geográficas y Urbanas
- kilómetro 0 Acceso a Carretera Austral.
- kilómetro 10 Puerto Guadal.
- kilómetro 44 Mallin Grande.
- kilómetro 79 Acceso a Puerto Fachinal.
- kilómetro 116 Acceso a Bahía Jara.
- kilómetro 121 Comuna de Chile Chico.
- kilómetro 124 Acceso a Reserva Nacional Lago Jeinimeni.
- kilómetro 126 Paso Fronterizo Río Jeinimeni.

## Aduanas
- Complejo Fronterizo Chile Chico Emplazado entre pampas.
- Documentos Aduanas Chile, Servicio Agrícola Ganadero, Policía de Investigaciones y Carabineros.
- Horario De 8 a 22 horas en el verano y de 8 a 20 horas en el invierno.

## Sectores de la Ruta
- Parte en Puerto Guadal con ripio en casi toda su extensión, su calidad depende de si ha tenido o no mantención reciente ( menor a 5 días)
- Paso las llaves: sector de curvas peligrosas y acantilados (18 km) parte poco después de Maullín grande.

Rutas en altura, mucha curva y mal ripio hasta mucho después de fachinal y la gruta San Sebastián (km 80-85)
Desde el km 90 al 105 hay ripio bien compactado.
- El pavimento comienza recién 6 km antes de Chile Chico.

- Datos: Q6113936